# Плетеньова Любов Іванівна
Любов Іванівна Плетеньова (14 серпня 1934 — 23 березня 2005) — передовик радянського сільського господарства, доярка радгоспу «Косинський» Зуєвського району Кіровської області, Герой Соціалістичної Праці (1966).

## Біографія
Народилася в 1934 році в селі Косино, нині Зуєвського району Кіровської області в селянській російській родині. 
Змалечку допомагала батькам на роботах у колгоспі. Після закінчення початкової школи стала працювати на фермі з холмогорською породою корів. В 1957 році відзначена Орденом Леніна за високі виробничі показники. В 1964 році проведена реорганізація господарств, і Любов Іванівна почала працювати в радгоспі "Косинський". 
За результатами роботи у сьомій семирічці досягла рекордних надоїв молока, увійшла до числа передовиків виробництва. 
Указом Президії Верховної Ради СРСР від 22 березня 1966 року за отримання високих результатів у сільському господарстві і рекордні показники за надоєм молока Любові Іванівні Плетеньовій присвоєно звання Героя Соціалістичної Праці з врученням ордена Леніна і медалі «Серп і Молот». 
Пізніше продовжувала працювати у радгоспі. За підсумками роботи у восьмій п'ятирічці була нагороджена Орденом Жовтневої Революції . 
Проживала у рідному селищі Косино. Померла 23 березня 2005 року.

## Нагороди
- золота зірка «Серп і Молот» (22.03.1966)
- Два ордени Леніна (24.04.1958, 22.03.1966)
- Орден Жовтневої Революції (08.04.1971)
- інші медалі.